# Cypher (Marvel Comics)
Cypher il cui vero nome è Douglas Aaron Ramsey, è un personaggio dei fumetti, creato da Chris Claremont (testi) e Sal Buscema (disegni), pubblicata dalla Marvel Comics. La sua prima apparizione come Doug Ramsey avviene in New Mutants (prima serie) n. 13, mentre la seconda apparizione come Cypher avviene in New Mutants Annual n. 1 (1984).
È un giovane mutante che ha fatto parte del primo gruppo dei Nuovi Mutanti.

## Biografia del personaggio
Doug Ramsey, figlio di Philip e Sheila Ramsey era un amico d'infanzia di Kitty Pryde, che conobbe quando lei si trasferì nella scuola per giovani dotati del professor Xavier. Divennero molto legati quando scoprirono di avere un comune interesse per i videogiochi, i computer e l'informatica. Il talento di Kitty nella costruzione di hardware era il complemento ideale all'abilità di Douglas di scrivere software.
Il Professor X sospettava che Doug possedesse un potere mutante, collegato con ogni probabilità alle comunicazioni, ma non lo aveva avvicinato per convincerlo a frequentare la scuola, forse ritenendo che un potere passivo sarebbe facilmente passato inosservato. Il fatto di essere all'oscuro delle attività degli X-Men divenne un problema quando gli fu offerta una borsa di studio da Emma Frost per frequentare la Massachusetts Academy. Non sapendo che Emma Frost era un'avversaria degli X-Men, Kitty Pryde lo accompagnò all'accademia e venne catturata, per poi essere salvata dai Nuovi Mutanti. Emma Frost cancellò questi eventi dalla memoria di Doug ed egli rinunciò alla borsa di studio.
Doug divenne membro dei Nuovi Mutanti dopo l'arrivo di Warlock, un alieno tecnorganico. Venne letteralmente buttato giù dal letto e informato della vera natura degli studenti del Professor Xavier quando i Nuovi Mutanti ebbero la necessità di comunicare con lo spaesato alieno. Data la sua passione per la tecnologia ed essendo l'unico a poter comunicare correntemente con Warlock, Doug e l'alieno divennero rapidamente amici.
Warlock si riferì sempre ai suoi compagni di squadra con la locuzione «amico di sé», ma dopo aver ricevuto da Doug parte della sua forza vitale per avere salva la vita, cominciò a rivolgersi a Doug con l'epiteto unico di «migliore amico di sé».
Benché il suo potere fosse totalmente inoffensivo (essendo mentale e passivo) e i suoi genitori gli avessero sempre dimostrato un affetto incondizionato, Doug fu l'unico dei Nuovi Mutanti originali a non dire mai la verità sulla propria natura ai genitori, temendo di venire respinto.
La sua abilità gli dava accesso a qualunque linguaggio di programmazione, rendendolo un hacker formidabile. Già esperto prima di entrare nel gruppo, divenne rapidamente il punto di riferimento in fatto di computer e di ricerche e conoscenze in genere. A lui si devono molti dei programmi in uso nella Stanza del Pericolo, la palestra di addestramento degli X-Men.
Benché grazie alle sue abilità sia stato in grado di salvare molte situazioni (incluso evitare la distruzione del mondo intero), Doug soffrì a lungo di un complesso di inutilità. Warlock spesso lo inglobava per proteggerlo nei momenti di pericolo, dandogli così la sensazione di essere ancora più inutile.
È stato recentemente resuscitato durante la storyline Necrosha, e i suoi poteri hanno subito una notevole evoluzione: ora è in grado di decifrare anche il linguaggio del corpo, permettendogli così di anticipare e sbaragliare qualsiasi avversario nel combattimento corpo a corpo. È anche in grado di parlare "binario" e comandare quindi ogni apparecchiatura elettronica.

## Poteri e abilità
Cypher era un mutante con la capacità psionica sovrumana di capire intuitivamente qualsiasi tipo di comunicazione o di linguaggio con cui venisse in contatto: scritto, parlato, umano, animale, alieno. La stessa abilità si estendeva alla decifrazione immediata di qualsiasi tipo di codice, compresi i programmi linguistici delle intelligenze artificiali, come i computer e lingue morte senza alcuna parentela con idiomi conosciuti.

## Altri media

### Cinema
Cypher compare in X-Men 2.